# Polipnea
La polipnea è un aumento dei volumi dinamici polmonari, con aumento della frequenza degli atti respiratori (tachipnea) o dell'intensità di tali atti (iperpnea), come, ad esempio, dopo sforzi fisici intensi e prolungati; mediamente, la frequenza normale di tali atti è intorno ai 15-20 al minuto.
In alcuni animali la polipnea viene utilizzata come mezzo di smaltimento del calore corporeo in eccesso (per esempio nei cani).